# Gust De Muynck
Augustus Ferdinandus (Gust) De Muynck (Antwerpen, 5 december 1897 - Overijse, 12 februari 1986) was de eerste Vlaamse directeur van de Belgische Radio Omroep, het NIR, de voorloper van de BRT en de huidige VRT.
Hij was ook bekend als schrijver en was gehuwd met de schrijfster Yvonne De Man, de zuster van de socialist Hendrik De Man. Hij was van  bescheiden afkomst, zijn vader was schoenlapper, haarkapper en herbergier. Hij woonde op de Dam in Antwerpen.

## NIR
Na zijn studies en legerdienst werkte Gust De Muynck als bediende in een drukkerij. Daarna werd hij actief in de socialistische beweging en werkte sinds 1922 bij de Arbeidershogeschool. Ondertussen studeerde hij zelf verder aan de VUB en werd in 1932 licentiaat in de economische wetenschappen.
In 1930 werd het Belgisch Instituut voor Radio Omroep (NIR) opgericht. De eerste directeur-generaal was Marcel Van Soust de Borckenfeldt en per taalgroep werd er één directeur benoemd. Voor Vlaanderen werd dat Gust De Muynck en voor de Wallonië Théo Fleischman.
Tijdens de Tweede Wereldoorlog was hij tewerkgesteld bij het Nationaal Werk voor Kinderwelzijn. Ondertussen had Gust De Muynck de tijd om clandestien een biografie over Winston Churchill te schrijven. Deze werd in 1944 uitgegeven zowel in het Frans als in het Nederlands.
Op het einde van de Tweede Wereldoorlog trok Gust De Muynck naar de Verenigde Staten. Hij bleef er anderhalf jaar wonen en was er correspondent voor de beide nationale radiozenders. Terug in België werd hij afgevaardigde van de minister van verkeerswezen in de raad van beheer van het NIR, tot in 1958.

## EEG
In 1958 verliet Gust De Muynck de NIR en werd hij directeur-generaal van sociale zaken van de Europese Economische Gemeenschap, te Brussel. Hij bleef dit tot zijn pensioen in 1962.